# Sarada Devi
Sarada Devi (rojena Saradamani Mukhopadyay), indijska svetnica, filozofinja in voditeljica verskih gibanj, * 22. december 1853, Jayrambata, Indija, † 21. julij 1920, Kalkuta, Indija.

## Biografija

### Rojstvo in otroštvo
22. decembra 1853 je bila Sarada Devi rojena kot najstarejša sestra v vasi Jayrambati v Zahodnem Bengalu v Indiji. Njena starša sta bila revna, oče Ramchandra je družino preživljal s kmetovanjem in občasno kot svečenik.
Sarada je živela življenje vaške deklice. Kot večina otrok ni imela možnosti izobrazbe.
Zelo sta jo zanimali figuri Kali in Lakshmi, ki ju je redno častila. Že v času otroštva naj bi začela z meditacijo. Trdila je, da pogosto videva skupino osmih deklet njene starosti, ki prihajajo iz neznanega kraja in ji delajo družbo med vsakdanjimi opravili. 

### Dogovorjena poroka
Ramakrišna - takrat poznan kot Gadadhar Chattopadhayay - je bil svečenik v Kalijinem templju Dakshineswar od leta 1855. Sarada mu je bila obljubljena za ženo leta 1859, ko je bila stara 5 on pa 23 let. 
Ramakrišnova pogosta ekstaza in nenavaden način čaščenja so zunanje opazovalce vodile do dvoma o njegovem mentalnem zdravju, medtem ko so ga drugi obravnavali kot pravega svetnika. Sarada se mu je leta 1872, ko je bila stara 18 let, prostovoljno pridružila v Dakshineswaru ko je slišala govorice o njegovem vprašljivem mentalnem zdravju.

### V Kalijinem templju Dakshineswar
V Dakshineswaru je Sarada živela v majhni sobi, do leta 1885, z izjemo krajših obdobij, ko je obiskala družino v Jayrambatu. V tem času je Ramakrišna že sprejel meniško življenje, zaradi česar njun zakon nikoli ni bil popoln. Kot svečenik je Ramakrišna izvajal ceremonijo (Shodashi Puja), pri kateri je morala Sarada sedeti na mestu boginje Kali in izvajati čaščenje Svete matere Tripurasundari. Sarado je Ramakrišna dojemal kot utelešenje božje matere in jo je zato nagovarjal z Gospa Sveta, pod katerim imenom so jo poznali tudi vsi njegovi privrženci.
Saradin vsakdan se je začel ob treh zjutraj. Po očiščenju v Bhāgirathi-Hooghly, je meditirala do sončega vzhoda. Ramakrišna jo je naučil svete mantre in jo izučil kako voditi ljudi po njihovi duhovni poti. Na podlagi tega jo obravnavajo kot Ramakrišnovo prvo privrženko. 
V Ramakrišnovih zadnjih dneh, ko je umiral za rakom grla, je Sarada igrala ključno vlogo, saj je prav ona skrbela zanj in njemu ter privržencem pripravljala hrano. 
Po moževi smrti avgusta 1886 je Sarada še vedno igrala pomembo vlogo v njegovem verskem združenju, s tem, da je nadaljnjih 34 let ostala duhovna voditeljica gibanja. 

### Romanje
Po Ramakrišnovi smrti je Sarada začela romanje po Severni Indiji v spremstvu skupine privrženk. 
Obiskale so tempelj Vishwanath boga Shiva v Banaresu ter mesto Ayodhya,Vrindavan in druge. 
Glede na tradicionalne pripovedi, je tam doživela nirvikalpa samadhi (posebno vrsto meditecije brez objekta), zaradi česar je postala guru. 

### V Kalkuti
Po romanju se je preselila v Ramakrišnovo rojstno mesto, Kamarkupur. Približno eno leto je trpela hudo revščino. Leta 1888 je Ramakrišnine učence in sodobnike dosegla vest o njeni situaciji, zato so jo povabili v Kalkuto, kjer so ji lahko nudili pomoč in podporo, ter ji zgradili stalno prebivališče, imenovano hiša Udbodhan po bengalski reviji, ki jo je izdajal red ramakrišninih matematikov. 

### Zadnje obdobje življenja
Zadnjih nekaj let življenja se je stalno selila med Jayrambatijem in Kalkuto. Januarja 1919 je odšla v Jayrambati, kjer je preživela več kot leto dni. Zadnje tri mesece njenega obiska se ji je zdravstveno stanje močno poslabšalo. Že popolnoma šibko so jo 27.2.1920 pripeljali nazaj v Kalkuto. 
Tik pred smrtjo je še zadnjič svetovala svojim učencem: » Le to vam povem; če želite najti notranjo pomiritev, ne iščite krivde v drugih. Rajši sprevidite lastne slabosti. Naučite se, kako narediti, da bo cel svet samo vaš. Nihče ni tujec, otroci moji: ves ta svet je vaš in samo vaš.« 
To naj bi bile njene zadnje besede. Umrla je ob 1:30 zjutraj, 20.7.1920 v Mayer Badi v Kalkuti. 
Upepeljena je bila na Belur Math, na drugi strani reke Ganges tako, kot njen mož. Na tem mestu danes stoji tempelj in je poznan kot Holy Mother's ghat. 

## Temeljni nazori in nauki

### O predanosti
- Svoje hrepenenje predaj Bogu. On te bo varoval in naredil, kar je zate najboljše.
- Rojstvo v človeški podobi nam da možnost, da zavržemo vsa hrepenenja.
- Molitev te vodi k Bogu, ki je edini, ki ti nudi izhod iz bolečine.
- Ljubezen je najgloblji element duhovnega življenja, a vreden je je le Bog. Do sočloveka moramo biti dobri, a ljubezen do njega vedno vodi v greh.
- Ne obremenjuj se z lastnim napredkom, saj to kaže na samoljubje ter nezaupanje do Boga in tvojega guruja.
- Ko se popolnoma predaš Bogu dobiš sposobnost ločevanja resničnosti od iluzije, duhovno zavest ter stopiš onkraj življenja in smrti.

### O japi in meditaciji
(japa je meditacija s ponavljanjem mantre, kot pri molitvi)
- Kundolina se prebudi s spoznanjem, ki ga dosežemo z meditacijo.
- Ko čiste duše prakticirajo japo, začutijo, da božje ime pride iz njihove notranjosti.
- Enkratna ponovitev Božjega imena s predanim umom je enakovredna milijon ponovitvam nepredanega uma.

### O delu in čistosti uma
- Vsako delo moramo opravljati s spoštovanjem.
- Z dobrim delom lahko izničimo greh.
- Z opravljanjem svojih dolžnosti držimo um v dobri formi
- Sočloveku ne smeš škodovati. Niti z besedami ne.

### O tolažbi in utehi
- Nihče, niti Bog v človeškem telesu, ne more ubežati trpljenju človeškega telesa in uma.
- Nihče ne more ubežati karmi, a jo lahko z meditacijo in japo omili.

## Citati
Sarada Devi ni napisala nobene knjige. Njene izjave in spomine so nekateri njeni učenci posneli. Čeprav ni bila šolana, so njena spiritualna spoznanja in izjave obravnavane kot resen vir.
- »Začni meditirati in tvoj um bo tako miren in jasen, da boš le s težka prenehal meditirati. Um je vse. Le um se lahko počuti čistega ali nečistega. Človek mora sprva najprej zakriviti krivico, da lahko prepozna krivico nekoga drugega.«

- »Le to vam povem; če želite najti notranjo pomiritev, ne iščite krivde v drugih. Rajši sprevidite lastne slabosti. Naučite se, kako narediti, da bo cel svet samo vaš. Nihče ni tujec, otroci moji: ves ta svet je vaš in samo vaš.«

- Sarada Devi o Sri Ramakrišni: »Prav zares je bil on Bog osebno. Prevzel je človeško obliko, da bi omilil žalost in trpljenje med ljudmi. Premikal se je, kot bi kralj v preobleki hodil po mestu in izginil v trenutku, ko so ga prepoznali.«

## Vpliv in zapuščina
Sarada Devi je igrala pomembno vlogo kot svetovalka pri začetkih oblikovanja meniškega redu Ramakrišna Mission, ki se je kasneje ukvarjal s socialnim delom. 
Čeprav je bila Serada neizobražena, je sodelovala pri izobrazbi drugih žensk. Devamanti je zaupala svoje sanje: šolanje v šoli za dekleta na Gangesu, kjer je učenje družilo učence iz vzhoda in zahoda. 1954 sta bila meniška reda za ženske, Sarada Maths in Ramakrišna Sarada Mission, finančno podprta v čast Saradi Devi. 
V njeno in moževo zapuščino štejemo tudi ogromno centrov, ki še dandanes prakticirajo njune nauke.